# 별빛누리공원
별빛누리공원은 천체탐구와 천문학 학습의 장으로 활용될 최첨단 천문우주 과학시설이다. 내부에는 4D영상관, 천체투영실, 관측실 등이 갖춰져 있으며, 외부에는 태양계 광장과 해시계가 조성되어 있다.